# Ostenk
Ostenk is een plaats in Slovenië en maakt deel uit van de gemeente Trbovlje in de NUTS-3-regio Zasavska. De plaats telde 230 inwoners op 1 januari 2020.